# Krystian Torka
Krystian Torka (ur. 18 kwietnia 1959) – polski lekkoatleta, płotkarz, halowy mistrz Polski, reprezentant kraju.

## Kariera sportowa
Był zawodnikiem Piasta Gliwice.
W 1980 wystąpił na halowych mistrzostwach Europy, odpadając w półfinale  biegu na 60 m ppł, z wynikiem 8,02. W 1982 reprezentował Polskę w dwóch meczach międzypaństwowych.
Na mistrzostwach Polski seniorów na otwartym stadionie zdobył dwa brązowe medale w biegu na 110 m ppł - w 1981 i 1982. W halowych mistrzostwach Polski seniorów wywalczył trzy medale w biegu na 60 m ppł (złoty w 1982, srebrny w 1981 oraz brązowy w 1980.
Rekordy życiowe: 
- bieg na 110 m przez płotki – 13,97 (29.05.1982)[1]
- bieg na 60 m przez płotki w hali – 7,79 (17.02.1980)[6]